# Buža (1988.)
Buža je hrvatski dramski film iz 1988. godine. ↓1

## O filmu
TV film Buža snimljen je 1988. u produkciji Televizije Zagreb prema istoimenoj farsi uglednoga splitskog književnika Živka Jeličića, koji je ujedno priredio i scenarij.
Vito (Špiro Guberina) i Pere (Ivica Vidović) dva su susjeda koji se stalno, zbog svakojakih tužbi i protutužbi, povlače po sudu. Kad mladi majstor, prilikom pokušaja postavljanja utičnice za struju, nehotice probije zid koji odjeljuje njihove spavaće sobe i napravi u njemu bužu (rupu), među susjedima počinje novi mali rat... Jeličićevu priču i scenarij majstorski je režirao Vanča Kljaković.

## Uloge
- Špiro Guberina kao Vito
- Ivica Vidović kao Pere
- Dara Vukić
- Zoja Mihelac
- Mirko Vojković
- Petar Jelaska
- Marija Danira
- Ana Reggio
- Josip Genda
- Vasja Kovačić
- Ratko Glavina
- Pero Vrca
- Aleksandar Čakić
- Berislav Mudnić
- Zdenko Šarić
- Pino Drutter
- Danica Cvitanović
- Terezija Dadić-Lepetić
- Zoja Odak